# Yasaburo Sugawara
Yasaburo Sugawara (n. 26 noiembrie 1952, Prefectura Akita, Japonia) este un luptător ce a reprezentat Japonia, medaliat olimpic. A participat la o ediție a Jocurilor Olimpice (1976) în care a câștigat o medalie de bronz.

## Participări
Lista de mai jos prezintă principalele competiții la care a participat Yasaburo Sugawara de-a lungul carierei.
- wrestling at the 1976 Summer Olympics – men's freestyle 68 kg[*]